# 154º Gruppo
Il 154º Gruppo Autonomo Caccia Terrestre è un reparto di volo dell'Aeronautica Militare Italiana.
Il Gruppo dei i Diavoli Rossi è dedicato al Tenente Livio Bassi Medaglia d'oro al valor militare del 154º Gruppo Autonomo, 395ª Squadriglia.

## Storia

### Seconda guerra mondiale
Il 154º Gruppo Autonomo Caccia Terrestre venne costituito sull'aeroporto di Berat (a Kuçovë) in Albania il 25 ottobre 1940 con una dotazione di Fiat G.50 Freccia; suddiviso in due Squadriglie, la 361a e la 395a, dipendeva dal Comando Aeronautica dell'Albania - AALB ed operò nei Balcani fino all'aprile del 1941; al termine delle operazioni il Gruppo aveva totalizzato circa 4300 ore di volo di guerra, abbattendo 52 velivoli nemici.
Dal maggio 1941 al maggio del 1942, il Gruppo venne trasferito in Italia nelle regioni meridionali sulle basi dell'Aeroporto di Brindisi-Casale, Aeroporto di Lecce-Galatina e Crotone, oltre ai già citati velivoli G 50, si aggiunsero dei Fiat C.R.42 Falco e Macchi M.C.200 Saetta.
Dal maggio 1942 fino all'Armistizio di Cassibile dell'8 settembre 1943, il Gruppo esegue missioni di pattugliamento principalmente sul Mar Egeo con i Macchi 200 operando dalle isole di Rodi e di Coo (Kos) dove nel frattempo si era trasferito. 
Il Gruppo venne chiuso al seguito dell'armistizio dell'8 settembre 1943.
Per le sue imprese la sua bandiera venne decorata con la Medaglia d'argento al valore militare.

### Dopo la guerra
Il 1º settembre 1952 il 154º Gruppo Caccia Bombardieri viene ricostituito come parte integrante del 6º Stormo di Ghedi. 
Al Gruppo viene assegnato il ruolo di attacco aria-suolo, e con la ricostituzione gli vengono assegnati i caccia de Havilland DH.100 Vampire ed il personale dell'ex 6º Gruppo Caccia, a seguire F-84G Thunderjet e F-84F Thunderstreak ed infine F-104G Starfighter.
Nell'agosto 1982 il Gruppo riceve il primo esemplare del cacciabombardiere ognitempo Panavia Tornado.
I compiti assegnati al 154º Gruppo C.B.O.S. (ovvero Caccia Bombardieri Ognitempo Speciali) il cui nome è: "i Diavoli Rossi", sono i seguenti: OCA (Offensive Counter Air, ovvero attacco agli aeroporti nemici), BAI (Battlefield Air Interdiction, ovvero interdizione tattica), Deep Strike (ovvero interdizione strategica), Ricognizione e Strike Nucleare. Quest'ultima missione è quella che giustifica l'appellativo di "Speciali" del gruppo, in quanto tale denominazione indica appunto le missioni con armi speciali, ovvero nucleari, secondo la definizione in uso da parte delle Forze Armate italiane.
Si tratta bombe nucleari tattiche B61 che sono presenti in tre versioni diverse, la cui potenza varia da 45 a 170 kiloton (tredici volte più potente della bomba nucleare usata a Hiroshima). Le bombe sono custodite in speciali "vault" ovvero una sorta di forzieri sotterranei, ciascuno dei quali può contenere fino a quattro bombe B61. Questi sistemi di stoccaggio sono posizionati all'interno degli speciali hangar corazzati dove sono parcheggiati gli aerei. Secondo fonti della Camera dei Deputati italiana, nella base di Ghedi Torre, dove è schierato il 154º Gruppo, sarebbero presenti fino a 40 di queste bombe nucleari. Queste armi sono schierate in Italia nel quadro del Programma di condivisione nucleare della NATO.
A partire dal dicembre 2010 sono stati consegnati all’Aeronautica Militare i Tornado IS 86, caposerie RET 7, dotati del programma di retrofit Full MLU (RET 7) che consente il volo con visori notturni NVG (Night Vision Googles); questo equipaggiamento permette di effettuare missioni notturne di penetrazione in territorio nemico volando "a vista" anziché con l'ausilio del radar, aumentando perciò la flessibilità operativa del Gruppo.

### Impiego operativo
Il reparto, su velivoli Tornado IDS, si è distinto anche durante le missioni di Guerra, come le più note del Medio Oriente (Operazione Locusta) o dei Balcani (Operazioni Deliberate Force ed Allied Force), ma anche nel supporto dato alla popolazione civile sia in Italia che all'estero; tra queste citiamo le ricognizioni fotografiche per conto della Protezione civile durante l'eruzione dell'Isola di Stromboli o del terremoto di San Giuliano di Puglia ed all'estero per conto del Tribunale penale internazionale per l'ex-Jugoslavia dell'Aia per individuare e fotografare le fosse comuni create durante la crisi balcanica.
Il 24 novembre del 2008 quattro equipaggi del Gruppo, assieme alla componente tecnica, decollavano dalla base di Ghedi per schierarsi in Afghanistan come Task Group Air Devil sulla base di Mazar-i Sharif, nell'ambito della missione NATO International Security Assistance Force.
Nel 2011 il Gruppo partecipa all'Operazione Unified Protector.
Dal 2014 al 2016 assetti del Gruppo sono stati impiegati presso la base di Al Jaber in Kuwait nel Task Group Devil nell'ambito dell'Operazione Inherent Resolve.
Dal luglio 2025 avviene la transizione del Gruppo sul velivolo Lockheed Martin F-35 Lightning II.

### Fonti
1. ↑   Dossier/ Basi militari in Italia: i casi di Aviano, Ghedi e Sigonella - atlante guerre, su atlanteguerre.it, 11 settembre 2024. URL consultato il 29 gennaio 2025.
2. ↑   Armi nucleari in Italia: dove, come, perché - Panorama, su www.panorama.it. URL consultato il 29 gennaio 2025.
3. ↑   documenti.camera.it,  https://documenti.camera.it/_dati/leg16/lavori/stampati/html/relazioni/16PDL0042610.html#:~:text=Da%20un%20rapporto%20dell'associazione,a%20Ghedi%20Torre%20(Brescia).. URL consultato il 29 gennaio 2025.
4. ↑   NRDC: U.S. Nuclear Weapons in Europe (PDF), su nrdc.org. URL consultato il 29 gennaio 2025.
5. ↑   One moment, please..., su www.difesanews.it. URL consultato il 29 gennaio 2025 (archiviato il 15 agosto 2022).
6. ↑  Gazzetta Ufficiale del Regno d'Italia n.180 del 1 agosto 1942, pag.3195.
7. ↑  Registrato alla Corte dei conti addì 6 maggio 1942, registro n.20 Aeronautica, foglio 97.